# Hydrolimfa
Hydrolimfa – płyn ustrojowy krążący w układzie gastrowaskularnym jamochłonów (Coelenterata). Pełni zarówno funkcję odżywczą, jak i wydalniczą.